# Sheila Jackson
Pour les articles homonymes, voir Jackson et Sheila Jackson Lee.
Sheila Jackson est une joueuse d'échecs anglaise née le 11 novembre 1957, qui fut quatre fois championne de Grande-Bretagne.

## Biographie et carrière
Quatre fois championne de Grande-Bretagne (en 1975, 1978, 1980 et 1981), Sheila Jackson a obtenu le titre de grand maître international féminin en 1988.
Sheila Jackson a représenté l'Angleterre lors de dix olympiades féminines d'échecs sans interruption de 1974 à 1992. Elle joua au deuxième échiquier de l'équipe d'Angleterre de 1976 à 1988. Elle remporta la médaille d'argent par équipe en 1976 (les équipes des pays de l'Est étaient absentes) et la médaille d'argent individuelle au deuxième échiquier à l'Olympiade d'échecs de 1982 à Lucerne avec 8,5 points marqués en 12 parties.
Sheila Jackson participa tournoi interzonal féminin de Subotica en 1961 et finit dans les dernières places avec 5,5 points marqués sur 13.